# جيمي هال (سياسي)
جيمي هال هو سياسي أمريكي، ولد في 29 نوفمبر 1947 في ماكامي في الولايات المتحدة. نشط حزبياً في الحزب الجمهوري. وقد انتخب عضو مجلس نواب نيومكسيكو ‏.

## وصلات خارجية
- الموقع الرسمي